# Прапор Себиного
Пра́пор Се́биного затверджений 7 листопада 2008 р. рішенням сесії Себинської сільської ради.

## Опис
Прямокутне полотнище із співвідношенням сторін 2:3 розділене на три горизонтальні смуги: синю, зелену й синю (співвідношення їх ширин 2:1:1). У центрі полотнища — щит Архістратига Михаїла з зображенням золотого хреста.
Автори — І. Д. Янушкевич.